# Allocosa mossambica
Allocosa mossambica là một loài nhện trong họ wolfspinnen (Lycosidae).
Loài này thuộc chi Allocosa. Allocosa mossambica được Carl Friedrich Roewer miêu tả năm 1959.